# 深呼吸の理由 (Aqua Timezの曲)
『深呼吸の理由』（しんこきゅうのりゆう）は、Aqua Timezの楽曲であり、10作目の配信限定シングル。
2025年2月17日に配信された。

## 概要
前作「ヒトシズク」より約半年ぶりとなる配信シングルで、NHK『みんなのうた』に書き下ろした楽曲となっており、同番組では映像作家/アニメーション作家の崎村宙央が制作した映像に乗せて使用されている。

## 収録曲
1. 深呼吸の理由 [5:11]
  - NHK『みんなのうた』2025年2月〜3月度使用曲